# Joelle
Joelle Mia Renee Joelle, mais conhecida pelo nome artístico Joelle, é uma atriz e cantora que fez sua estreia no cinema em Duna (2021), atuou no filme original da Netflix The School for Good and Evil, de Paul Feig, participou da segunda temporada de Domina, da MGM+ e da Sky, como a personagem Vipsânia, e interpreta o papel de Joiya Byir na série de TV The Wheel of Time, da Amazon Studios.

## Primeiros anos e início de carreira
No início da adolescência, Joelle foi encaminhada à treinadora vocal Peggy Still Johnson, responsável pela Recording Academy, em Atlanta, pelo engenheiro de áudio e vencedor do Grammy Phil Tan. Posteriormente, Joelle recebeu treinamento vocal de Daniel Thomas, ex-diretor do coro London Community Gospel Choir.
Joelle fez suas primeiras aparições na mídia aos 13 anos, quando participou de uma campanha de conscientização sobre bullying na ABC News, nos EUA, e na televisão nacional do Reino Unido. Suas aparições na televisão ocorreram após ampla cobertura da imprensa de seu videoclipe caseiro, intitulado "Big in LA", que Joelle havia publicado no YouTube. O vídeo de "Big in LA" foi indicado ao Golden Trellick Award no Portobello Film Festival de 2013, em Londres, e ganhou o prêmio de Melhor Videoclipe na 9ª edição do LA Femme International Film Festival, em Los Angeles.
Na adolescência, Joelle obteve experiência na área de jornalismo, realizando entrevistas em vídeo para veículos de comunicação nacionais e independentes, com personalidades como Dave Filoni, Mark Hamill e Andy Serkis. Em 2017, Joelle se filmou em frente a diversas camisetas penduradas que formavam a sequência de cores de um arco-íris, enquanto cantava "True Colors" ao vivo. O vídeo foi publicado no Facebook e se tornou viral, alcançando mais de quatro milhões de visualizações.

## Carreira de atriz
Em 2019, Joelle dirigiu e atuou em seu primeiro curta-metragem, Cover Up, que continha trilhas sonoras originais criadas em parceria com a compositora indicada ao Oscar Diane Warren, responsável por escrever a letra e a música.
Em 2021, Joelle fez sua estreia no cinema em Duna, um filme de Denis Villeneuve. Posteriormente, ele foi creditada em Duna: Parte Dois (2024). Em 2022, Joelle interpretou a personagem Joelle no filme original da Netflix The School for Good and Evil, de Paul Feig.
Em dezembro de 2022, a revista de entretenimento on-line Deadline anunciou que Joelle integraria o elenco da segunda temporada de Domina, série da MGM+ e da Sky, interpretando o papel de Vipsânia, esposa de Tibério. Em uma entrevista, Joelle afirmou que a série se concentra na ascensão e queda de "um dos grandes impérios", compartilhando comentários contrastantes de que, embora houvessem avanços à frente de seu tempo, o nível de crueldade da época era "inimaginável".
Em 13 de maio de 2023, foi anunciada a participação de Joelle na 2.ª e na 3.ª temporadas da série de televisão americana de alta fantasia The Wheel of Time, interpretando o papel de Joiya Byir. Mais tarde, ela foi confirmada como uma Aes Sedai do Ajah Cinza, possuidora de habilidades de manipulação política e negociação e associada à instrução de Noviças e Aceitas.

## Campanha de conscientização sobre alopecia
Joelle foi diagnosticada com alopecia universal aos oito anos de idade e é embaixadora da instituição britânica Alopecia UK. Em 2017, Joelle declarou, em uma transmissão da BBC, que não seria a pessoa que é hoje se não fosse pela alopecia, afirmando estar feliz.
Em um artigo do Evening Standard de 2022, Joelle descreveu como já se sentiu julgada na indústria do entretenimento, ambiente em que a alopecia é historicamente vista de forma negativa. Joelle disse que a situação está mudando. O artigo foi ilustrado com uma foto de Joelle dividida em duas partes, com cabelo em uma metade e sem cabelo na outra. A imagem é uma versão do cartaz de uma campanha de conscientização sobre alopecia compartilhada publicamente por Joelle em 2018, que originalmente continha o texto: "Eu vejo a mesma pessoa dos dois lados. E você?".

## Filmografia

### Filme
| Ano  | Título                   | Papel          | Notas          | Ref.          |
| ---- | ------------------------ | -------------- | -------------- | ------------- |
| 2019 | Cover Up                 |                | Curta-metragem | [ 43 ]        |
| 2021 | Duna                     | Serva do Barão |                | [ 44 ] [ 45 ] |
| 2022 | A Escola do Bem e do Mal | Joelle         |                | [ 47 ]        |
| 2024 | Duna: Parte Dois         | Serva do Barão |                | [ 48 ]        |

### Televisão
| Ano  | Título          | Papel      | Notas        | Ref.   |
| ---- | --------------- | ---------- | ------------ | ------ |
| 2023 | Domina          | Vipsânia   | 2ª Temporada | [ 49 ] |
| 2023 | A Roda do Tempo | Joiya Byir | 2ª Temporada | [ 50 ] |
| 2025 | A Roda do Tempo | Joiya Byir | 3ª Temporada | [ 51 ] |